# Summer of Arcade
O Summer of Arcade, conhecido como Winter of Arcade no hemisfério sul, era um recurso anual do Xbox Live Arcade que oferecia títulos de jogos eletrônicos. Desde 2013, o longa terminou seu sexto ano.

## 2008
- Bionic Commando Rearmed
- Braid
- Castle Crashers
- Galaga Legions
- Geometry Wars: Retro Evolved 2

## 2009
- Marvel vs. Capcom 2: New Age of Heroes
- Shadow Complex
- 'Splosion Man
- Teenage Mutant Ninja Turtles: Turtles in Time Re-Shelled
- Trials HD

## 2010
- Castlevania: Harmony of Despair
- Hydro Thunder Hurricane
- Lara Croft and the Guardian of Light
- LIMBO
- Monday Night Combat

## 2011
- Bastion
- From Dust
- Fruit Ninja Kinect
- Insanely Twisted Shadow Planet
- Toy Soldiers: Cold War

## 2012
- Deadlight
- Dust: An Elysian Tail
- Hybrid
- Tony Hawk's Pro Skater HD
- Wreckateer

## 2013
- Teenage Mutant Ninja Turtles: Out of the Shadows[2]
- Flashback[2]
- Brothers: A Tale of Two Sons[2]
- Charlie Murder[2]